# Вест-Фоллс-Черч (Вірджинія)
Вест-Фоллс-Черч (англ. West Falls Church) — переписна місцевість (CDP) в США, в окрузі Ферфакс штату Вірджинія. Населення — 30 243 особи (2020).

## Географія
Вест-Фоллс-Черч розташований за координатами 38°51′56″ пн. ш. 77°11′16″ зх. д. / 38.86556° пн. ш. 77.18778° зх. д. (38.865559, -77.187699).  За даними Бюро перепису населення США в 2010 році переписна місцевість мала площу 13,04 км², з яких 12,94 км² — суходіл та 0,10 км² — водойми.

## Демографія
Згідно з переписом 2010 року, у переписній місцевості мешкало 29 207 осіб у 10 220 домогосподарствах у складі 6775 родин. Густота населення становила 2240 осіб/км².  Було 10586 помешкань (812/км²).
Расовий склад населення:
| - 55,3 % — білих - 19,0 % — азіатів - 4,8 % — чорних або афроамериканців - 0,5 % — корінних американців - 16,0 % — осіб інших рас |

До двох чи більше рас належало 4,3 %. Частка іспаномовних становила 33,1 % від усіх жителів.
За віковим діапазоном населення розподілялося таким чином: 22,0 % — особи молодші 18 років, 68,6 % — особи у віці 18—64 років, 9,4 % — особи у віці 65 років та старші. Медіана віку мешканця становила 35,4 року. На 100 осіб жіночої статі у переписній місцевості припадало 101,3 чоловіків;  на 100 жінок у віці від 18 років та старших — 100,0 чоловіків також старших 18 років.